# Петър Славков Стайков
Вижте пояснителната страница за други личности с името Петър Стайков.
Петър Славков Стайков е български политик и научен сътрудник, известен с участието си в политическия живот на страната и активната си роля в парламента. Той е народен представител, предложен от СДС в Седмото велико народно събрание.

## Личен живот и образование
Петър Славков Стайков е роден на 23 октомври 1953 г. във Враца. Той завършва Софийския университет „Св. Климент Охридски“ и е кандидат на философските науки (дн. доктор). Владее руски език. Женен е.
Работи като научен сътрудник в Института по философски науки (днес: Институт по философия и социология) при Българската академия на науките. След промените е университетски преподавател в Нов български университет и ръководи предприятие „Успех – Съюз на слепите в България“.

## Политическа кариера
Петър Стайков е съучредител на Комитета за защита на Русе (1988), на Клуба за гласност и преустройство (1989). Той е един от организаторите на подписката против каскадата „Рила-Места“ и сред водачите на шествието за внасянето ѝ в Народното събрание на 3 ноември 1989 г. Петър Стайков става учредител на Политически клуб „Екогласност“. член на Националния координационен съвет на Съюза на демократичните сили (1990 – 1991 г.).
Като представител на СДС Петър Стайков е депутат в Седмото Велико народно събрание от 6 многомандатен избирателен район – Враца. Член е на Комисията по аграрната политика и реформите в селското стопанство, където се заема с важни въпроси, свързани със селското стопанство и развитието на селските райони.
Не се солидаризира с гладната стачка на 39-та и подписва новата Конституция. Напуска СДС и участва с ПК „Екогласност“ в СДС-Либерали на изборите за XXXVI Народно събрание. След като не е избран в парламента Петър Стайков се оттегля от активната политика, за да се завърне за кратко в нея отново през 1997 г., когато е сред учредителите на Либерален форум на доскорошния президент д-р Желю Желев. 